# Valent Sinković
Valent Sinković (Zagabria, 2 agosto 1988) è un canottiere croato, vincitore di tre medaglie d'oro olimpiche insieme al fratello Martin.

## Carriera

### Giochi Olimpici
Ha partecipato a Londra 2012 componendo il 4 di coppia insieme a David Šain, Damir Martin e suo fratello Martin Sinković. L'equipaggio non ebbe problemi a qualificarsi per la finale, entrando come favoriti per l'oro. Tuttavia, arrivarono secondi dietro l'equipaggio tedesco e davanti a quello australiano vincendo la medaglia d'argento.
A Rio 2016 cambia disciplina gareggiando nel doppio insieme a suo fratello Martin. Nella finale della competizione i due fratelli hanno mantenuto un vantaggio fino alla boa dei 1500 metri, dove vengono sorpassati dall'equipaggio della Lituania. A loro volta superano gli atleti lituani negli ultimi 500 metri di gara, aggiudicandosi il primo posto con il tempo di 6:05.28, con 1,11 secondi davanti al secondo equipaggio . 
Valent ha partecipato a Tokyo 2020 nell'equipaggio del due senza insieme al fratello Martin. I due hanno vinto la medaglia d'oro con il tempo di 6:15,29 superando la Romania e la Danimarca. 

## Palmarès
- Olimpiadi

Londra 2012: argento nel 4 di coppia.
Rio de Janeiro 2016: oro nel 2 di coppia.
Tokyo 2020: oro nel 2 senza.
Parigi 2024: oro nel 2 senza.
- Campionati del mondo di canottaggio

Karapiro 2010: oro nel 4 di coppia.
Bled 2011: bronzo nel 4 di coppia.
Chungju 2013: oro nel 4 di coppia.
Amsterdam 2014: oro nel 2 di coppia.
Aiguebelette 2015: oro nel 2 di coppia.
Sarasota 2017: argento nel 2 senza.
Plovdiv 2018: oro nel 2 senza.
Linz-Ottensheim 2019: oro nel 2 senza.
- Campionati europei di canottaggio

Montemor-o-Velho 2010: argento nel 4 di coppia.
Varese 2012: oro nel 2 di coppia.
Brandeburgo 2016: oro nel 2 di coppia.
Glasgow 2018: oro nel 2 senza.
Lucerna 2019: oro nel 2 senza.
Poznań 2020: argento nel 2 senza.
Varese 2021: oro nel 2 senza.
Monaco 2022: oro nel 2 di coppia.
Bled 2023: oro nel 2 di coppia.